# Синицына, Елена Андреевна
Еле́на Андре́евна Сини́цына (17 (30 июня) 1906, Одесса ― 1993, Санкт-Петербург) — советский музыкант, арфистка, педагог, Заслуженная артистка РСФСР (1956), солистка Симфонического оркестра Ленинградской филармонии (1927—1972).

## Биография
Родилась 17 (30) июня 1906 года в Одессе, Российская империя.
В 1923 году окончила Одесскую государственную консерваторию, где занималась в классе арфы у В. К. Аттала. В том же году артистка начала служить в симфонических оркестров в городах Харьков, Баку, Новосибирска и Одессы.
В 1927 году Синицына переехала в Ленинград, где по конкурсу поступила в Симфонический оркестр Ленинградской государственной филармонии, в этом коллективе она служила 45 лет. В том же году начала свою преподавательскую деятельность в Ленинградской государственной консерватории.
С 1930 года принимает активное участие в концертах, выступает на вокальных и балетных вечерах с сольными номерами, а также в дуэте с Николаем Амосовым. В мае 1934 года состоится дебют Елены Синицыной в симфонической программе, где она сыграла интродукцию и аллегро для арфы с оркестром Равеля, дирижировал Николай Рабинович.
В разные годы она играла в оркестре под управлением Евгения Мравинского, Оскара Фрида, Германа Абендрота, Отто Клемперера, Эрнста Ансерме, Вилли Ферреро.
В 1937 году месте с оркестром Синицына принимала участие в первом исполнении в Ленинграде квинтета Дмитрия Бортнянского, концерта для арфы с оркестром Рейнгольда Глиэра в 1939 году. Также участвовала в исполнении концерта для флейты и арфы с оркестром произведений Вольфганга Амадея Моцарта, «Интродукции и Allegro» Mориса Равеля в переложении для арфы с оркестром народных инструментов. На различных концертах исполняла сонаты для флейты, альта и арфы Клода Дебюсси и тд.
Много раз участвовала в концертах в Ленинградском театре оперы и балета. Сделала множество транскрипций для арфы музыкальных произведений эпохи барокко, обработок классических пьес для арфы. Составила ряда выпусков издания «Оркестровые трудности для арфы», которые включают отрывки из сочинений русских композиторов.
В 1956 году за большой вклад в развитие музыкального искусства Елена Андреевна Синицына была удостоена почётного звания «Заслуженная артистка РСФСР». В 1969 году Синицына была избрана профессором Ленинградской консерватории.
Умерла в 1993 году в Санкт-Петербурге.